# Luis Ernesto Pérez
Luis Ernesto Pérez Gómez (Mexikóváros, 1981. január 12. – ) mexikói válogatott labdarúgó, edző. 

## Pályafutása

### Klubcsapatban
Mexikóvárosban született. 1999 és 2003 között a Club Necaxa együttesében játszott. 2003-tól 2012-ig a CF Monterrey tagjaként három bajnoki címet szerzett és két alkalommal nyerte meg a CONCACAF-bajnokok ligáját (2011, 2012). 2012 és 2013 között a CD Guadalajara játékosa volt. 2013-ban a Querétaro FC, 2014-ben a Chiapas FC csapatában szerepelt kölcsönben. 2015 és 2016 között a Monterreyben játszott. 

### A válogatottban
1998 és 2011 között 69 alkalommal szerepelt az mexikói válogatottban és 8 gólt szerzett. Részt vett a 2004. évi nyári olimpiai játékokon, a 2001-es és a 2005-ös konföderációs kupán, a 2005-ös CONCACAF-aranykupán és a 2006-os világbajnokságon, illetve tagja volt a 2003-as CONCACAF-aranykupán aranyérmet szerző csapatnak is. 

## Sikerei, díjai
CF Monterrey
- Mexikói bajnok (3): 2003 Clausura, 2009 Apertura, 2010 Apertura
- CONCACAF-bajnokok ligája (2): 2010–11, 2011–12

Mexikó
- CONCACAF-aranykupa győztes (1): 2003